# 陳哲 (成化進士)
陳哲（1435年—1511年），字繼昭，浙江紹興府山陰縣人，民籍。明朝政治人物。進士出身。

## 生平
成化四年（1468年）戊子科浙江乡试举人，八年（1472年）登壬辰科二甲四十七名進士，历官湖廣衡州府知府。弘治十二年（1499年）任九江府知府。

## 家族
曾祖陳文立。祖父陳子謙。父陳璵。